# فرودگاه فرتیلیا
فرودگاه فرتیلیا (به انگلیسی: Fertilia Airport) (به زبان بومی: Aeroporto di Alghero) یک فرودگاه همگانی با کد یاتا AHO است که یک باند فرود آسفالت دارد و طول باند آن ۳۰۰۰ متر است. این فرودگاه در کشور ایتالیا قرار دارد و در ارتفاع ۲۷ متری از سطح دریا واقع شده‌است.

## شرکت‌های هواپیمایی و مقصدهای پروازی
| شرکت‌های هواپیمایی                          | مقصدهای پروازی |
| ------------------------------------------ | --- |
| آلیتالیا                                   | لینیت (PSO), لئوناردو دا وینچی-فیومیچینو (PSO)                                                                                            |
| آتلانتیک ایرویز                            | چارتر فصلی: کپنهاگ |
| بی‌اچ ایر                                   | چارتر فصلی: صوفیه |
| بلو ایر                                    | تورین کاسله |
| CityJet                                    | چارتر فصلی: دوبلین |
| ایزی‌جت                                     | لوتن لندن (آغاز از ۲۸ نوامبر ۲۰۱۷) فصلی: میلانو مالپنسا، ونیز مارکو پولو                                                                  |
| easyJet Switzerland                        | فصلی: ژنو |
| جت تایم                                    | چارتر فصلی: بیلاند، هلسینکی، واژو-اسمالند                                                                                                 |
| میسترال ایر                                | فصلی: کونو لوالدیگی، آنکونا |
| رایان‌ایر                                   | اوریو آل سریو، بلوونی گوگلیلمو مارکونی، ام. آر. استفانیک، آیندهوون، گالیله فصلی: بروکسل جنوب شرلروآ، فرانکفورت-هان، استانستد لندن، ممینگن |
| Thomson Airways                            | فصلی: بیرمنگام، گاتویک، منچستر |
| اسمارت‌وینگز اجرا توسط تراول سرویس ایرلاینز | فصلی: پراگ رازیون |
| تی‌یوآی‌فلای نوردیک                          | چارتر فصلی: کپنهاگ، گوتنبرگ-لاندوتر، استکهلم-آرلاندا، گاردرموئن اسلو                                                                      |
| ولوتی                                      | فصلی: کریستف کلمب جنوا، ونیز مارکو پولو، ورونا                                                                                            |
| ویز ایر                                    | هنری کواندا فصلی: بوداپست فرنک لیست، کاتوویتس, شوپن ورشو                                                                                  |